# ビル・バベシ
ビル・バベシ（William J. Bavasi,1957年12月27日 - ）はアメリカ合衆国MLB・シアトル・マリナーズの元ゼネラルマネージャーで、現MLBスカウト局長。ニューヨーク州スカースデール出身。

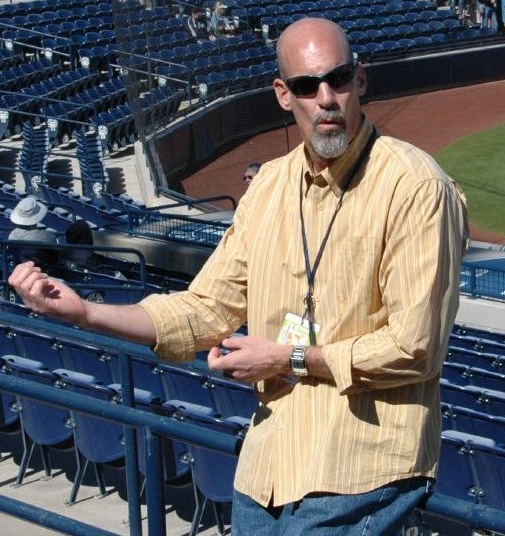
2007年

## 経歴
ニューヨーク州に生まれ、サンディエゴ大学を卒業した後、当時のカリフォルニア・エンゼルスのフロントオフィスで働き始め、1994年から1999年まではGMを務めた。その後ロサンゼルス・ドジャースの開発部長 (development chief) に転じた。
2003年11月7日、過去4年間の成績が393勝255敗、勝率.606という球団創設以来最高の勝率を誇りながら、2年連続で終盤の失速からプレーオフ進出を逃していたマリナーズのGMに就任。しかし就任初年度の2004年は63勝99敗、勝率.389と球団ワースト4位の低成績に終わる。2004年オフに総額1億1500万ドルをかけてリッチー・セクソン、エイドリアン・ベルトレを補強するも、どちらも期待に応えず2年連続地区最下位に低迷させる。その後もカール・エバレット、ジェフ・ウィーバーなど結果を伴わない補強を繰り返しチームを低迷させ、その的外れな補強は「補弱」と揶揄された。更に獲得を見送った選手や他球団に放出した選手が尽く活躍を見せるケースも多く見られた結果、2007年3月にフォーブス誌のGMランキングでメジャー最低GMに選ばれている。
2008年6月16日、成績低迷を理由にシアトルマリナーズのGMを解任された。後任にはジャック・ズレンシックが就任。8月8日、シンシナティ・レッズのGM特別補佐に就任。2014年にMLBスカウト局のトップに就任。

## 補強の成功例
- 2003年11月19日、カンザスシティ・ロイヤルズからFAとなったラウル・イバニェスと3年契約を結ぶ。その後の契約延長も含めた計5年に渡り安定した成績を残し、バベシGMの数少ない成功例の一つとして数えられる。
- 2006年12月4日、ワシントン・ナショナルズからFAとなったホセ・ギーエンと1年契約を結び、2007年は99打点を残すなど活躍。しかし、バベシは再契約に動かずロイヤルズに移籍。バベシは08年シーズン途中に解任されたが、退任会見ではギーエンを失ったことがチームの損失となっていると述べた[2]。

## 補強の失敗例
- 2003年12月17日、アナハイム・エンゼルスからFAとなったスコット・スピージオと3年契約を結ぶが、1年目から期待外れで2005年8月に解雇される。
- 2004年1月8日、サンフランシスコ・ジャイアンツからFAとなったリッチ・オーリリアと契約しカルロス・ギーエンをデトロイト・タイガースへ放出する。本来はオマー・ビスケルと契約するはずだったがメディカルチェックで問題が見つかったとして契約を破棄。オーリリアは期待はずれでシーズン中にパドレスに放出されるが、ビスケルは移籍したジャイアンツの4年間でゴールドグラブ賞を2度受賞するなど活躍、ギーエンはオールスター選手に成長した。なお、オリーリアは翌年シンシナティ・レッズに移籍して復活、2年に渡り活躍している。
- 2004年6月27日、早々にシーズンを諦め、FAが迫っていたエースのフレディ・ガルシアをシカゴ・ホワイトソックスへ放出し、ミゲル・オリボ、ジェレミー・リード、マイケル・モースを獲得する。しかし打撃力を期待されたオリボは不振でパドレスに放出され、リードは移籍後伸び悩み、モースは度重なる怪我や薬物違反の影響でやはり満足に活躍出来なかった。他方ガルシアはホワイトソックスでもチームの先発の柱として世界一に貢献。
- 2004年12月15日、アリゾナ・ダイヤモンドバックスからFAとなったリッチー・セクソンと4年総額5,000万ドルの大型契約を結ぶ。2005～06年こそ2年連続30本塁打100打点をマークしたが、特に06年前半戦には絶不調に陥り、チームが下位に沈んだ後半になってようやく好調に転じるというパフォーマンスから、批判も強かった[3]。2007～08年は大不振でシーズン途中に解雇された。
- 2004年12月17日、ロサンゼルス・ドジャースで打率.334、121打点、48HRと大活躍をしてFAとなっていたエイドリアン・ベルトレと5年総額総額6,400万ドルの大型契約を結ぶ。守備面ではゴールドグラブを獲得するなど期待通りの働きをしたが、打撃面では5年間で3割30本100打点のいずれもクリアできず、高額年俸に見合う活躍ができなかった。ベルトレは退団後レッドソックスやレンジャーズで復活しており、右打者不利と言われる本拠地セーフコ・フィールドの特性とマッチしなかった可能性もある。
- 2005年1月26日、キューバから亡命したユニエスキー・ベタンコートと契約。ゴールドグラブ級と前評判があった守備にも粗さが残り、打撃は伸び悩んだ。低出塁率の傾向が改善されず、バベシ解任後の2009年にロイヤルズに放出された。
- 2005年7月31日、既にポストシーズン進出が絶望となっていたこともあり、2番打者として一定の働きを見せていたランディ・ウィンをジャイアンツに放出し、ジェシー・フォッパート、ヨービット・トレアルバを獲得するが、フォッパートは解雇され、トレアルバはコロラド・ロッキーズへ放出された。ウィンは2009年までジャイアンツのレギュラーとして活躍した。
- MLBドラフトでは1巡目全体3位の指名権を持っており、トロイ・トゥロウィツキーの指名が取り沙汰され、当人もそれを予想していたが、遊撃手に多くの若手を抱えていたことなどから回避し、将来の正捕手候補としてジェフ・クレメントを指名。しかしクレメントはメジャーに定着できないまま2008年限りでピッツバーグ・パイレーツに放出された。他方、トゥロウィツキーはコロラド・ロッキーズ入りし、攻守に優れたナリーグを代表する遊撃手に成長した。
- 2005年12月14日、シカゴ・ホワイトソックスからFAとなったカール・エバレットと1年契約を結ぶが、起用法でマイク・ハーグローブ監督と監督室で大喧嘩を繰り広げ、7月に解雇。
- 2006年3月20日、かつてドラフト1巡目で指名したマット・ソーントンを放出し、やはり1巡目でホワイトソックスに入団していたジョー・ボーチャードを獲得。しかしボーチャードは6試合に出場したのみでウェーバー公示にかけられマーリンズに移籍した。ソーントンはホワイトソックスでリリーフ投手として定着した。
- 2006年6月6日のMLBドラフトでは、地元ワシントン州出身のティム・リンスカムを体格などを理由に回避し、全体5位でブランドン・モローを指名。モローはリリーフを中心に一定の貢献をしたものの、トッププロスペクトの投手を先発として育成せずリリーフとして用いるチーム方針には疑問の声が多かった[4]。2008年は先発起用されるとの見方が濃厚だったが、バベシがエリック・ベダードとカルロス・シルバを獲得したため（後述）、再びリリーフに押し出される形となった[5]。結局先発としては定着できないまま2009年にトロント・ブルージェイズへ放出。その後は３年連続で先発として二桁勝利を上げるなど活躍した。一方、全体10位でジャイアンツに指名されたリンスカムは当初から先発投手として活躍し、2008年、2009年と2年連続でサイ・ヤング賞を受賞、メジャーを代表する先発投手へと成長した。
- 2006年6月30日、クリーブランド・インディアンスにアズドルバル・カブレラを放出しエドゥアルド・ペレスを獲得。しかしペレスは打率1割台に終わりその年限りで引退。カブレラはその後、インディアンスの正二塁手になった。
- 2006年7月27日に、やはりインディアンスに秋信守を放出しベン・ブルサードを獲得。ブルザードは目立った活躍ができないままレンジャーズに放出され、2008年限りで引退してミュージシャンに転向した。一方の秋はインディアンスの正外野手として定着した。
- 2006年12月7日、アトランタ・ブレーブスにラファエル・ソリアーノを放出しホラシオ・ラミレスを獲得。バベシの行った最も不可解なトレードの一つとされる。先発投手の補強が課題だったとはいえ、クローザー候補とも目されていたソリアーノと、怪我がちで、ごく平均的な先発投手に過ぎなかったラミレスでは到底吊り合わないという声が多かった。結局、ラミレスは20試合に先発して防御率7.16と散々な成績で、1年でロイヤルズへ放出された。一方のソリアーノは71試合に登板し、シーズン後半にはクローザーに昇格。その後も幾つかの球団を渡り歩きながら、安定したセットアッパー・抑えとして活躍した。
- 2006年12月14日、ダイヤモンドバックスからFAとなったミゲル・バティスタと3年契約を結ぶ。1年目は16勝を挙げるが、2年目は不振で中継ぎに降格。
- 2006年12月18日、エミリアーノ・フルート、クリス・スネリングをナショナルズに放出し、ホセ・ビドロを獲得。1年目は期待に応えたが2年目は大不振で解雇。
- 2007年1月5日、ブレーブスからFAとなったクリス・リーツマと契約。移籍1年目は故障でシーズンの半分を離脱。2008年の春に失踪し、無断でカナダに帰国してしまった。
- 2007年1月29日、セントルイス・カージナルスからジェフ・ウィーバーを獲得するが、前半戦から防御率6点台を超える不振で、故障者リスト入りするなど散々だった。
- 2007年12月20日、黒田博樹の獲得に失敗し、黒田に提示した金額と同じ4年4,400万ドルでミネソタ・ツインズからＦＡとなったカルロス・シルバを獲得するが、前半戦で10敗し、チーム（主に野手）を非難、球団から事実上の出場停止処分を受けるなどした。翌年はわずか8試合(6先発)の登板にとどまり、カブスに放出された。黒田はドジャーズ入りし、先発の一角として安定した投球を見せた。
- 2008年2月8日、アダム・ジョーンズ、ジョージ・シェリル、クリス・ティルマン、キャム・ミコライオら5選手を放出し、ボルチモア・オリオールズからエリック・ベダードを獲得。ベダードは前年メジャーでトップの奪三振率（10.93）を記録していた。先発の駒不足が取り沙汰される中、エース格の投手を獲得したことで、トレード成立時は「バベシの今までの失敗を帳消しにする大仕事」と評価されるなど概ね好評だったが、一方で5人ものプロスペクトを放出したことを「おかしい」と危惧する声も多々あった。そしてベダードは3度も故障者リストに入るなど散々で、結果的にバベシGM解雇の引き金となった。一方、シェリル、ジョーンズ、ティルマンはオリオールズでいずれもオールスターに選出されるまでに成長した。
- 2008年4月26日、捕手の城島健司と、翌年からの3年2400万ドルの延長契約を結ぶ。城島は当時3年目で、2007年にリーグトップの盗塁阻止率を残すなど、当初の2年は一定の活躍を見せた。しかし、その頃深刻な打撃不振に陥っていたことや、複数の投手が城島より控え捕手のジェイミー・バークとのバッテリーを希望していることが報じられていたため、シーズン途中での大型契約には疑問の声も上がった（ただし、この契約延長にはバベシよりオーナーのハワード・リンカーンの意向が大きかったとされる）[6]。同シーズンは打撃が上向かずレギュラー剥奪。翌年には主力投手が城島とのバッテリーを拒否するなどして、出場機会が激減した。結局城島は2009年を最後に契約を破棄して帰国した。

## 関連記事
バベシ時代の終焉 ＜丹羽政善＞（MAJOR.JP） - バベシの就任から辞任するまでの功績がまとめられている。